# Xichacultuur
De Xichacultuur, ook wel de Xicha-Lijiayacultuur, was een archeologische cultuur van de bronstijd in Binnen-Mongolië en Groot-Ordos, van 1300 tot 1000 v.Chr. Ze volgde op de Zhukaigoucultuur en ging vooraf aan de Ordoscultuur. 
De archeologische vondsten van deze cultuur zijn vrij overvloedig, met graven, aardewerk, nederzettingen en bronzen artefacten. De Xichacultuur gebruikte al mallen voor het gieten van bronzen voorwerpen en wapens.